# Związek Zawodowy Pracowników Warsztatowych
Związek Zawodowy Pracowników Warsztatowych zrzesza pracowników następujących spółek:
- PKP Cargo S.A., Warszawa
  - PKP CargoTabor Sp. z o.o., Warszawa
- PKP Intercity S.A., Warszawa
- PKP Linia Hutnicza Szerokotorowa Sp. z o.o., Zamość
- PKP Polskie Linie Kolejowe S.A., Warszawa
  - Służba Ochrony Kolei, Warszawa
- PKP Szybka Kolej Miejska w Trójmieście Sp. z o.o., Gdynia
- Przewozy Regionalne Sp. z o.o., Warszawa
- Koleje Śląskie Sp. z o.o., Katowice
- Kolejowe Zakłady Usługowe Sp. z o.o., Gdańsk
- Miejski Ośrodek Sportu i Rekreacji, Lublin

Przy związku są afiliowane również trzy o dużej autonomii podmioty związkowe:
- Związek Zawodowy Pracowników Kolei i Transportu (b. Związek Zawodowy Drużyn Konduktorskich i Pracowników Transportu, Związek Zawodowy Drużyn Konduktorskich Regionu Śląskiego) w Katowicach,
- Związek Zawodowy Pracowników Utrzymania Taboru Kolejowego w Szczecinie, oraz
- Związek Zawodowy Pracowników Cargo Wagon - Szczecin.

Związek jest jednym z członków założycieli centrali związkowej pn. Forum Związków Zawodowych, z siedzibą w Warszawie.

## Charakterystyka zrzeszonych grup zawodowych
Wbrew sugestii zawartej w nazwie związku, organizacja zrzesza nie tylko pracowników szeroko pojętego zaplecza technicznego (np. rzemieślników czy elektromonterów), lecz również przedstawicieli pozostałych grup zawodowych zatrudnionych na PKP, m.in. rewidentów taboru, konduktorów, dyżurnych ruchu, kasjerów biletowych, informatorów, nastawniczych, maszynistów pracowników zabezpieczenia ruchu, funkcjonariuszy SOK jak i administracji.

## Chronologia wydarzeń
- 19 lutego 1991 uchwalony został statut związku
- 20 marca 1991 w rejestrze związków zawodowych prowadzonym przez Sąd Wojewódzki w Warszawie został zarejestrowany Samorządny Związek Pracowników Warsztatowych Służby Trakcji, Wagonów i Samochodowni Polskich Kolei Państwowych, z siedzibą w Lokomotywowni w Zamościu-Bortatyczach
- luty 1999 – przeniesienie siedziby zarządu krajowego do Warszawy
- 2000–2002 – związek członkiem centrali związkowej Ogólnopolskiego Porozumienia Związków Zawodowych
- 2002 – współuczestnictwo w utworzeniu centrali związkowej pn. Forum Związków Zawodowych
- 16–17 października 2003 – V Zjazd Delegatów ZZPW w Suścu
- 5 listopada 2006 – uroczyste poświęcenie sztandaru związku w Częstochowie
- 10 listopada 2006 – uroczyste obchody 15-lecia związku w siedzibie PKP S.A. w Warszawie
- 18–19 października 2007 – VI Zjazd Delegatów ZZPW w Wiśle
- 16–17 czerwca 2011 – uroczyste obchody 20-lecia związku w Iławie
- 19–21 października 2011 – VII Zjazd Delegatów ZZPW w Zakopanem
- 6–8 października 2015 – VIII Zjazd Delegatów ZZPW w Kołobrzegu
- 22–23 września 2016 – uroczyste obchody 25-lecia w Jastarni
- 2–4 października 2019 – IX Zjazd Delegatów ZZPW w Międzyzdrojach
- 29 września – 1 października 2021 – uroczyste obchody 30-lecia w Bydgoszczy[1]

## Przewodniczący związku
- 1991–1997 – Krystyna Milanowska
- 1997–1998 – Bogumił Lalik
- 1998–2003 – Stanisław Piwoński
- 2003–2019 – Waldemar Ziobro
- od 2019 – Jacek Przepiórzyński

## Siedziba
Zarząd Krajowy związku mieści się w kompleksie budynków - przed wojną: b. Dyrekcji Kolei Państwowych, po wojnie: najpierw Dyrekcji Okręgowej Kolei Państwowych, następnie Centralnej Dyrekcji Okręgowej Kolei Państwowych, zaś obecnie jednej ze spółek kolejowych: PKP Polskie Linie Kolejowe, nieopodal dworca Warszawa Wileńska.